# Sciophila krivosheinae
Sciophila krivosheinae är en tvåvingeart som beskrevs av Zatizev 2006. Sciophila krivosheinae ingår i släktet Sciophila och familjen svampmyggor. Inga underarter finns listade i Catalogue of Life.